# Yuka Nishida
Yuka Nishida (jap. 西田優香, Nishida Yuka; * 27. Dezember 1985) ist eine ehemalige japanische Judoka, die 2010 Weltmeisterin, 2011 Weltmeisterschaftszweite und 2007 Weltmeisterschaftsdritte war.

## Sportliche Karriere
Yuka Nishida kämpfte im Halbleichtgewicht, der Gewichtsklasse bis 52 Kilogramm. 2003 war sie U20-Asienmeisterin, 2004 siegte sie bei den Juniorenweltmeisterschaften in Budapest. 2005 gewann sie beim Fukuoka Cup. Bei den Weltmeisterschaften 2007 unterlag sie frühzeitig, kämpfte sich aber in der Hoffnungsrunde bis zum Kampf um Bronze durch, den sie gegen die Brasilianerin Érika Miranda gewann. Bei den Olympischen Spielen 2008 trat Misato Nakamura für Japan an. Ende 2008 wurde in Tokio das erste Grand-Slam-Turnier ausgetragen, im Finale gewann Yuka Nishida gegen Nakamura. 2009 siegte Nishida beim Grand Slam in Rio de Janeiro. Bei den Weltmeisterschaften 2010 in Tokio erreichte Nishida mit Siegen gegen die Portugiesin Joana Ramos im Viertelfinale und gegen die Russin Natalja Kusjutina das Finale, dort gewann sie gegen Misato Nakamura. Drei Monate später siegte Nishida zum zweiten Mal beim Grand Slam von Tokio.
2011 siegte Nishida bei den Asienmeisterschaften in Abu Dhabi. Bei den Weltmeisterschaften 2011 in Paris erreichte sie das Finale mit Siegen über Joana Ramos im Viertelfinale und über die Rumänin Andreea Chițu im Halbfinale. Wie im Vorjahr trafen Nishida und Nakamura im Finale aufeinander, diesmal siegte Nakamura. 2012 gewann Nishida das Grand-Slam-Turnier in Paris. Zweieinhalb Monate später siegte sie bei den Asienmeisterschaften in Taschkent. Bei den japanischen Meisterschaften 2012 unterlag sie im Finale Misato Nakamura. Nakamura vertrat Japan dann auch bei den Olympischen Spielen 2012. Nishida setzte ihre Karriere noch bis 2016 fort, 2015 gewann sie eine Bronzemedaille bei den Asienmeisterschaften.